# 陆荫奎
陆荫奎，云南昆明人，是一名清朝政治人物。
陆荫奎曾于1829年接替周景贤任苏松道道员一职，1830年由葆谦接任。